# Stefan Uhmann
Stefan Uhmann, né le 28 avril 1986 à Perleberg, est un joueur de beach-volley allemand. 
Il est médaillé d'argent aux Championnats d'Europe en 2008 avec Kay Matysik, perdant en finale contre les Néerlandais Reinder Nummerdor et Richard Schuil.